# Plötzensee (Gerswalde)

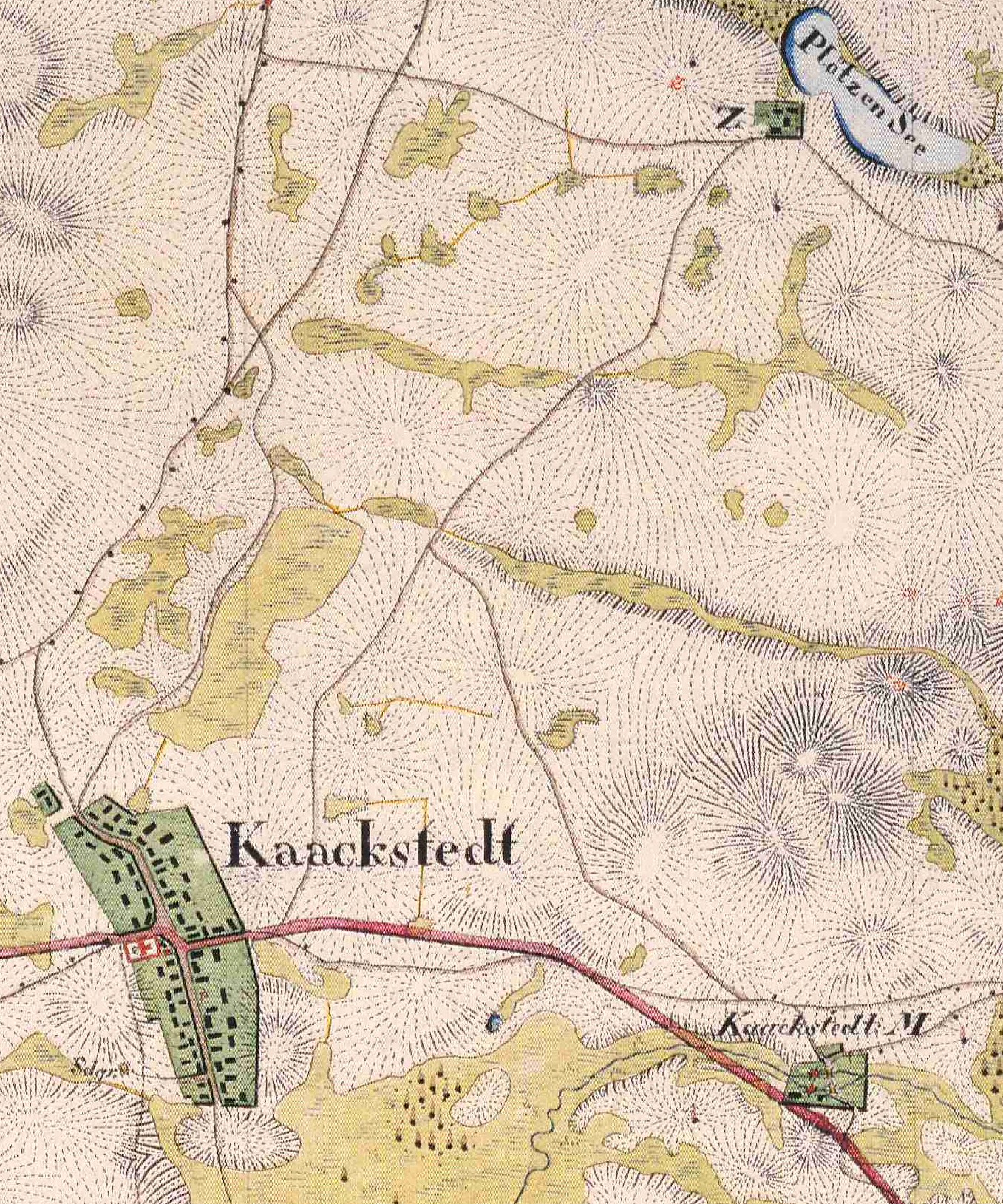
Kaackstedt und Plötzensee (Z.) auf dem Urmesstischblatt 2848 Gerswalde von 1826

Plötzensee war ein Wohnplatz von Kaakstedt, einem Gemeindeteil von Gerswalde im Landkreis Uckermark (Brandenburg). Er entstand um/vor 1767 als Ziegelei und wurde ab 1800 Plötzensee genannt. Die Siedlung wurde nach 1965 abgerissen.

## Lage
Plötzensee lag etwa 4,5 km nordöstlich von Gerswalde bzw. knapp 3 km nordöstlich von Kaakstedt. Der Wohnplatz lag etwa 100 Meter vom Südufer des Plötzensees entfernt auf etwa 55 m ü. NHN. Das Areal liegt mitten im großen Naturschutzgebiet Eulenberge.

## Geschichte
Der Wohnplatz wurde um 1765 als Ziegelei angelegt. 1767 ist schon der Verkauf von Mauersteinen aus der Ziegelei dokumentiert. 1769 wurde der Wohnplatz als neuerbaute Ziegelei auf der Feldmark Kaakstedt am Plötzensee nahe der Potzlower Grenze erwähnt. Der Wohnplatz ist selbstredend vom benachbarten See abgeleitet.
1775 wohnte auf der Ziegelei ein Büdner oder Einlieger; es gab eine Feuerstelle (Wohnhaus). Der Name Plötzensee hatte sich aber noch nicht eingebürgert, denn 1779 wurde die v. Arnimsche Ziegelei auf der Feldmark Kaakstedt beim Plötzensee gelegen noch Rothenhof genannt. 1790 gab es in der adligen Ziegelei immer noch nur ein Wohnhaus.
Friedrich Wilhelm Bratring führt den Wohnplatz 1801 zweimal auf. Einmal irrig als Kötzensee, angeblich eine ¼ Meile von Kaakstedt entfernt und zum anderen unter Plötzensee, Ziegelei, zwischen Potzlow und Kaakstedt, zu Kaakstedt gehörig. Der Wohnplatz hatte damals eine Feuerstelle (Wohnhaus) und sechs Bewohner. Als Besitzer ist der Freiherr von Arnim in Berlin angegeben. Mit diesem Freiherrn von Arnim in Berlin ist Joachim Erdmann von Arnim gemeint, der Besitzer von Neudorf und Friedenfelde. 1814 hatte die Ziegelei Plötzensee vier Einwohner.
Im Urmesstischblatt 2868 Gerswalde von 1826 hat der Wohnplatz keinen Namen, sondern ist mit Z. = Ziegelei bezeichnet. Bis 1840 war ein zweites Wohnhaus in Plötzensee entstanden. 1840 wird Plötzensee als Gut bezeichnet. In den zwei Wohnhäusern wohnten acht Menschen. Als Besitzer ist der Oberschenk Anton Friedmund Nepomuk (Friedmund) von Arnim (1815–1883) auf Blankensee angegeben. Friedmund von Arnim war der Sohn des Dichters Achim von Arnim. Er hatte die uckermärkischen Güter seines Vaters und seines Onkels geerbt, Blankensee mit Krullenhaus sowie Neudorf mit Stiern und Alt Kölpin.
Nach dem Historischen Ortslexikon soll Plötzensee um 1835 vererbpachtet worden sein. Dieser Angabe widerspricht jedoch der obige Besitzer Friedmund von Arnim wie auch der Anschluss eine Hufe bei der Separation 1842. Der im Historischen Ortslexikon angegebene Besitzer von Eickstedt war Besitzer des benachbarten Gustavsruh. 1844 wollte von Eickstedt Gustavsruh (und nur Gustavsruh) zur Parzellierung verkaufen. Das Gut hatte nach der Verkaufsanzeige eine Gesamtfläche von 728 Morgen.
1842 fand die Separation und die Ablösung der Dienste in Kaakstedt statt. Diese standen Friedmund von Arnim auf Blankensee zu. Er erhielt eine steuerfreie Huf von Kaakstedt, die der Ziegelei Plötzensee zugelegt wurde. Plötzensee wurde von der Kaakstedter Feldmark separiert und bildete einen eigenen Gemeindeverband. Mit der Ziegelei verbunden war eine kleine Schäferei. Anscheinend wurde die Ziegelei bald darauf eingestellt (oder war schon eingestellt?), denn in der weiteren Folge der Geschichte ist Plötzensee nun immer als Gut oder Ackerhof bezeichnet.
Für 1860 ist wiederum nur ein Wohnhaus belegt, dazu vier Wirtschaftsgebäude. Plötzensee ist wieder als Gut bezeichnet und hatte fünf Bewohner. Der Tierbestand ist mit sechs Pferden, vier Stück Rindvieh und 100 Schafen angegeben. Die Polizeiverwaltung wurde damals noch vom Gut Neudorf ausgeübt. 1860 geriet der Gutsbesitzer Friedrich August Bohm in Konkurs; das Gut wurde versteigert. Es wurde auf 11.227 Taler und 20 Groschen taxiert. Anscheinend wurde das Gut Plötzensee von einem Dold ersteigert. 1871 hatte der Ackerhof Plötzensee 11 Einwohner, die in einem Wohnhaus wohnten, 1910 hatte Plötzensee sechs Einwohner.
1929 gehörte ein 137 ha großes Gut in Kaakstedt Carl Müller. Ein anderes 105 ha großes Gut gehörte Rudolf Haselhoff. Leider ist nicht angegeben, welches der beiden Güter mit Plötzensee identisch ist.
| Jahr      | 1774 | 1790 | 1801 | 1817 | 1840 | 1858 | 1871 | 1895  | 1910 | 1925 |
| Einwohner | 2    | 5    | 6    | 4    | 8    | 5    | 11   | k. A. | 6    | 11   |

In der Bodenreform nach dem Zweiten Weltkrieg wurden in der Gemeinde Kaakstedt insgesamt 494 ha enteignet. Es handelte sich dabei um die drei 1929 genannten großen Güter in Kaakstedt, darunter Gustavsruh, Plötzensee und ein drittes größeres Gut. Davon wurden 226 ha an landlose Bauern und Landarbeiter, 1 ha an landarme Bauern, 121 ha an 12 Umsiedler, 0,3 ha an nicht landwirtschaftliche Arbeiter, 6 ha Wald an 3 Altbauern, 98 ha an die Gemeinde und 3 ha an die VdgB verteilt.
Schon 1952 bildete sich eine erste LPG Typ I mit 6 Mitgliedern und 55 ha landwirtschaftlicher Nutzfläche. 1960 war diese in eine LPG Typ III übergegangen mit 116 Mitgliedern und 908 ha landwirtschaftlich genutzter Fläche. 1661 wurde die LPG Fergitz mit der LPG Kaakstedt vereinigt. 1969 wurde die LPG Pinnow an die LPG Kaakstedt angeschlossen.

## Kommunale Geschichte
Plötzensee gehörte zur Zeit seiner Gründung zum Uckermärkischen Kreis der Mark Brandenburg. Mit der Kreisreform von 1816/17 wurde er dem Kreis Templin der Provinz Brandenburg zugewiesen. In der Kreisreform von 1952 erhielt der neue Kreis Templin einen völlig anderen Zuschnitt. 1993 wurden die drei uckermärkischen Kreis Angermünde, Prenzlau und Templin zum Landkreis Uckermark vereinigt.
1860 unterstanden Gustavsruh und Plötzensee noch der Polizeiverwaltung des Gutes Neudorf. 1874 gehörte Plötzensee aber zum Gemeindebezirk Kaakstedt und wurde zusammen mit Kaakstedt und Plötzensee dem Amtsbezirk 4 Gerswalde des Kreises Templin zugewiesen. 1931 und 1950 war es Wohnplatz von Kaakstedt. Kaakstedt wurde 1956 nach Gerswalde eingegliedert, Plötzensee war dann Ortsteil von Gerswalde. 1965 wurde Kaakstedt wieder verselbständigt, Plötzensee wurde wieder Ortsteil von Kaakstedt und ist zum letzten Mal genannt. Wann die Gebäude abgerissen wurden, ließ sich bisher nicht ermitteln.